# 青野時空
青野 時空（JICOO、あおの じくう、1989年11月15日 - ）は日本のミュージシャン、キーボーディスト、ギタリスト、ソングライター。

## 略歴
- 2009年 3人組ユニットEternalを結成[1]し3枚のアルバムをリリース。
- 2010年 ヤマハが主催する音楽コンテストThe 4th Music Revolution JAPAN FINALにEternalで北海道代表として出場[2]。
- 2015年 Eternalのボーカル美月と時空美月[3]を結成。2枚のアルバムをリリース。
- 2016年 上京し、BARBEE BOYSのベーシストENRIQUEと時空美月×架空新月として活動する。
- 2018年 Rama Amoebaのドラマー大島治彦率いるThe Deal is Haruhiko Ohshima.[4]にキーボーディストとして加入。
- 2019年 ロックンロールバンド、THE LADY SHELTERSを結成[5]。ギター、キーボード、全曲の作詞作曲を担当する。合わせてソロ活動も開始。

## 音楽性
音楽活動開始時はボーカリストを志しNHKのアマチュア音楽番組に出演経歴もあるが、美月の歌声を聴いてあまりの上手さに驚愕しキーボードと楽曲提供に徹することを決めた。
当初はAORや60-70年代ポップスに傾倒し複雑なコードを弾いていたが、THE ROLLING STONESの映像作品「SHINE A LIGHT」を見てロックンロールに目覚め、バンドのグルーブの一部になるためにキーボードをギターアンプに繋ぎ、シンプルでかつ自由度の高いプレイスタイルに転向。
影響を受けたキーボーディストはニッキー・ホプキンスやイアン・マクレガンと語っている。また自身のバンドではギターも担当している。
思い描いたサウンドを表現するため自身がリーダーを勤めるバンドの音源は全てセルフレコーディングで制作しており、レコーディングからミキシングまで担当する。

## 主な使用機材

### キーボード
- YAMAHA CP5
- Nord Electro 5D
- Wurlitzer 200A

### ギター
- Zemaitis DISC FRONT S24DT ARCHTOP & ARABESQUE
- Gibson J-45

## エピソード
- ギターを弾く理由について「同世代にロックンロールギターを弾ける奴が居ないから」と発言している
- 中学・高校時代は陸上部に所属。種目は短距離で全国大会に出場し100mでは追い風参考ながら10秒90を記録したこともある。
- 中学時代は生徒会長を務めていた。
- 声優の青野武とは親戚関係。